# سام وارنر
سامويل لويس «سام» وارنر (بالإنجليزية: Sam Warner)‏ (ولد باسم سامويل وانسال في 10 أغسطس عام 1887 وتوفي 5 أكتوبر عام 1927). كان منتج أفلام أمريكي ومؤسسًا مشاركًا ورئيسًا تنفيذيًا لشركة وارنر برذرز. أسس الاستديو برفقة شقيقيه هاري وألبرت وجاك. يعود الفضل إلى سام وارنر في تحصيل التكنولوجيا التي مكنت شركة وارنر برذرز من إنتاج أول فيلم سينمائي حواري يدعى «مغني الجاز». توفي عام 1927، الذي سبق العرض الأول الناجح جدًا للفيلم.

## السنوات المبكرة
ولد سامويل «وانسال» أو «ونسكولاسر» في كونغرس بولندا تحت حكم الإمبراطورية الروسية، في مدينة كراسنسيليك. كان واحدًا من أحد عشر طفلًا ولدوا لبنيامين، وهو صانع أحذية ولد في كراسنسيليك، وبيرل ليا (لقبها قبل الزواج إيشلبوم)، وكلاهما بولنديان يهوديان. أنجب أحد عشر طفلًا. كانت أخواته هن
- سيسليا (1877 – 1881)
- وآنا (1878 – 1958)
- وروز (1890 – 1955)
- وفاني (1891 – 1984)
- وسادي (1895 – 1959).

كان أشقاؤه هم
- هيرسز موجزيز (ولد عام 1881 وعرف لاحقًا باسم «هاري»
- ديفيد (1893 – 1939)
- أبراهام (1884 – 1967)، عرف لاحقًا باسم «ألبرت» أو «آبي»
- وجاكوب (1892 – 1978)، عرف لاحقًا باسم «جاك»
- ميلتون (1896 – 1915).

هاجرت العائلة إلى بالتيمور، ميريلاند، في شهر أكتوبر من العام 1889 على متن سفينة هيرمان من بريمن، ألمانيا. سبقهم الوالد مهاجرًا إلى بالتيمور عام 1889، بعد عمله في بيع الأحذية وإصلاحها. وقد غير اسم العائلة إلى وارنر، وهو الذي استخدم بعد ذلك. كما هو الحال بالنسبة للعديد من الأسر اليهودية المهاجرة، اكتسب بعض الأطفال تدريجيًا نسخًا إنجليزية من أسمائهم ذات الطابع اليديشي. أصبح اسم سزموئيل، سامويل، الذي لُقب بسام
في بالتيمور، كافح بنجامين وارنر لكسب المال الكافي لإعالة عائلته المتنامية عاملًا بنصيحة صديق له، نقل بنجامين عائلته إلى كندا، حيث حاول كسب عيشه عبر مقايضة العلب القصديرية مع الصيادين مقابل الفرو. بعد سنتين شاقتين في كندا، عاد بنجامين وعائلته إلى بالتيمور 1896، انتقلت العائلة يونغزتاون، أوهايو، متّبعين قيادة هاري وارنر، الذي أسس محل لتصليح الأحذية في قلب المدينة الصناعية الناشئة. عمل بنجامين مع ابنه هاري في ورشة لتصليح الأحذية حتى حصل على قرض لفتح منضدة لحوم ومتجر بقالة في وسط المدينة. خلال طفولته، وجد سام وارنر نفسه يحاول إيجاد عمل عبر مجموعة من الوظائف المختلفة.

## مسيرته المهنية

### المشاريع التجارية المبكرة
كان سامويل وارنر أول فرد من عائلته ينتقل للصناعة الترفيهية. في أوائل العقد الأول من القرن الماضي، أقام شراكة تجارية مع أحد المقيمين يونغزتاون و«استولى» على دار الأوبرا الكبرى القديمة في المدينة، الذي حوله إلى مكان خاص بـ«العزف البسيط والمسرحيات المصوّرة». فشل المشروع بعد صيف واحد. عمل وارنر بعدها عارض أفلام في إيدورا بارك، وهي مدينة ملاهٍ محلية. أقنع عائلته باحتماليات الوسط الجديد وتفاوض على شراء كنتسكوب (جهاز لتصوير الحركة) من طراز بي، من عارض أفلام كان «عاثر الحظ». كان سعر الشراء 1000 دولار. جاء اهتمام وارنر بالمجال السينمائي بعد مشاهدته الفيلم القصير لتوماس إديسون «ذا غريت ترين روبيري (سرقة القطار العظمى)» أثناء عمله كموظف في منتجع سيدار بوينت في ساندوسكي، أوهايو. خلال ذلك الوقت، وافق ألبرت على الانضمام إلى وارنر وعرض الاثنان معًا عروضًا من «ذا غريت ترين روبيري» في كرنفالات شملت أنحاء أوهايو وبنسلفانيا؛ كان سام وارنر يدير جهاز العرض، في حين يبيع ألبرت التذاكر.

## وصلات خارجية
- سام وارنر على موقع IMDb (الإنجليزية)
- سام وارنر على موقع الموسوعة البريطانية (الإنجليزية)
- سام وارنر على موقع أول موفي (الإنجليزية)
- سام وارنر على موقع قاعدة بيانات الأفلام السويدية (السويدية)
- سام وارنر على موقع كينوبويسك (الروسية)